# 叶壮
叶壮（1958年4月—），男，汉族，四川广安人，中华人民共和国政治人物，中国共产党党员，第十三届全国人民代表大会四川地区代表。曾任四川省人民政府副省长、四川省人大常委会副主任。

## 生平
叶壮出生于四川省广安县，早年在复旦大学物理二系放射化学专业学习，1982年毕业后获理学学士学位，毕业后进入中华人民共和国核工业部北京第五研究所任职。1985年步入政坛，在中共四川省纪委任职，官至省纪委常委。2000年，转任中共四川省委企业工委副书记。
2003年，叶壮获中共四川省委提名为内江市市长人选，并于翌年2月27日当选。2005年7月，他升任中共内江市委书记:392。
2008年1月，叶壮回到成都，出任中共四川省委组织部副部长，省人事厅厅长，并于2009年兼任同省公务员局局长。2010年，四川省人事厅改制为四川省人力资源和社会保障厅后，他出任首任厅长。2013年，他转任四川省人民政府秘书长、办公厅主任。
2013年11月，在雅安市委书记徐孟加因贪腐问题被中共四川省纪委双规后，叶壮以四川省人民政府秘书长、办公厅主任的身份兼任雅安市委书记。2015年7月，他升任四川省人民政府副省长，并继续兼任雅安市委书记，2017年11月，其兼任的雅安市委书记一职才由兰开驰接任。
2018年1月30日，叶壮当选为四川省人大常委会副主任，直到2022年卸任。2018年2月24日，他当选为第十三届全国人大代表，任期5年。